# Kirchberg (Sachsen)
Kirchberg, die Stadt der sieben Hügel, ist eine Kleinstadt im Landkreis Zwickau. Im Tal des Rödelbachs am Westrand des Erzgebirges gelegen, befindet sich Kirchberg rund zehn Kilometer südlich von Zwickau.

## Geographie

### Geographische Lage

Kirchberg vom Borberg aus gesehen

Kirchberg liegt im Tal des Rödelbachs in einer Höhenlage: von 350 m bis 533 m ü. NN und ist umgeben von sieben Bergen (Borberg 435 m; Geiersberg 426 m; Kreuzhübel 428 m; Krähenberg 441 m; Quirlsberg 398 m; Kratzberg 478 m; Schießhausberg 440 m).

### Geologie
Die Stadt liegt auf dem Kirchberger Granitmassiv.

### Ausdehnung des Stadtgebiets
- Nord – Süd: ca. 6 km (inklusive Ortsteilen)
- Ost – West: ca. 6 km (inklusive Ortsteilen)

### Nachbarorte
| Gemeinde Hirschfeld im Landkreis Zwickau | Stadt Wilkau-Haßlau im Landkreis Zwickau                                          | Stadt Wildenfels im Landkreis Zwickau                     |
| Stadt Lengenfeld im Vogtlandkreis        | Kompassrose, die auf Nachbargemeinden zeigt                                       | Gemeinde Langenweißbach im Landkreis Zwickau              |
| Stadt Rodewisch im Vogtlandkreis         | Gemeinde Steinberg im Vogtlandkreis und Gemeinde Crinitzberg im Landkreis Zwickau | Gemeinde Hartmannsdorf bei Kirchberg im Landkreis Zwickau |

### Stadtgliederung
Zur Stadt zählen neben Kirchberg selbst die Ortsteile Burkersdorf, Cunersdorf, Saupersdorf, Wolfersgrün, Leutersbach und Stangengrün.

## Geschichte

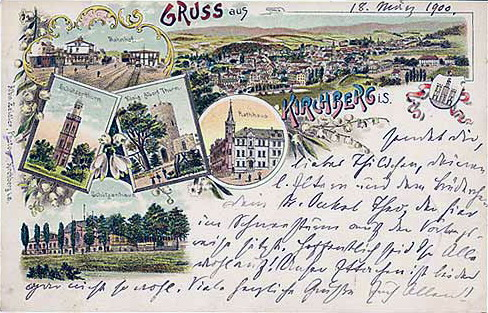
Kirchberg in Sachsen 1900

Erste Besiedlungen der Gegend zwischen dem Borberg und dem Geiersberg fanden um 1180 und 1212 statt. Der Name Kirchberg leitet sich vom Standort einer Kirche auf Bergbaugelände her. Die Stadtrechte wurden um 1310 an Kirchberg verliehen. Der wichtigste Erwerbszweig, das Tuchmacherhandwerk ist seit dem 16. Jahrhundert in Kirchberg angesiedelt. Ein bescheidener Bergbau setzte 1710 um den Geiersberg ein, wurde aber schon 1723 wegen Erfolglosigkeit eingestellt. Kirchberg gehörte bis 1843 zum Amt Wiesenburg. Diese wurde 1843 ein Teil des Amtes Kirchberg und in der Stadt wurde ein Amtsgericht eingerichtet. 1856 wurde aus einem Teil des Amtes Kirchberg das Gerichtsamt Kirchberg gebildet, welches 1875 in der Amtshauptmannschaft Zwickau aufging. Von 1881 bis 1973 hatte Kirchberg durch die Schmalspurbahn Wilkau-Haßlau–Carlsfeld Anschluss an das sächsische Schienennetz. Das Plattenbaugebiet Kirchberg-West entstand ab dem Jahr 1983.

### Religionen

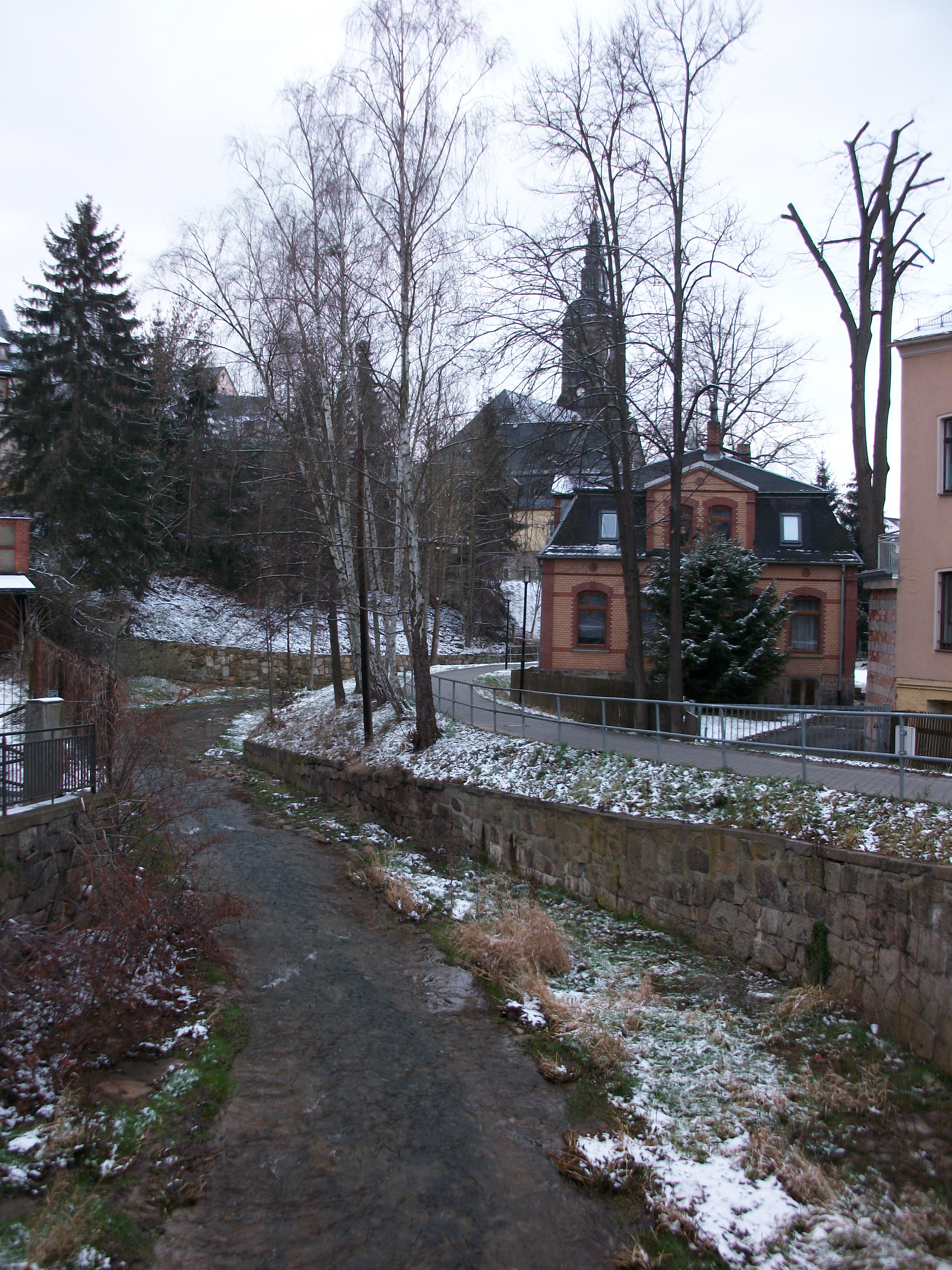
Rödelbach und Kirche St. Margarethen in Kirchberg

Die beiden evangelisch-lutherischen Kirchgemeinden St. Margarethen Kirchberg und St. Katharinen in Burkersdorf bilden ein Kirchspiel. Weiterhin gibt es in Kirchberg eine evangelisch-methodistische Gemeinde, die Landeskirchliche Gemeinschaft und eine evangelisch-freikirchliche Gemeinde (Brüdergemeinde). Auf dem Neumarkt befindet sich die römisch-katholische Kirche Maria Königin des Friedens.
Die Marienkirchgemeinde Stangengrün bildet ein Kirchspiel mit den Nachbargemeinden in Wildenau und Obercrinitz.

### Eingemeindungen
- Burkersdorf: 1. August 1973[3]
- Wolfersgrün: 1. Januar 1996[4]
- Leutersbach: 1. Juli 1996[4]
- Saupersdorf: 1. Januar 1997[5]
- Stangengrün: 1. Januar 1997[5]
- Cunersdorf: 1. Januar 1999[6]

### Entwicklung der Einwohnerzahl
| - 1834: 3.855 - 1885: 6.949 - 1933: 7.210 - 1960: 8.154 - 1971: 7.454 | - 1998: 10.808 - 1999: 10.663 - 2000: 10.436 - 2001: 10.139 - 2002: 09.895 | - 2003: 9.645 - 2004: 9.529 - 2005: 9.401 - 2006: 9.355 - 2007: 9.249 | - 2008: 9.069 - 2009: 9.139 - 2012: 8.516 - 2013: 8.461 - 2024: 7.765 |

ab 1960: Stand jeweils 31. Dezember, außer 2007 (Stand 31. Juli)
Datenquelle ab 1998: Statistisches Landesamt Sachsen

### Gedenkstätten
Im Eingangsbereich der Grundschule „Ernst Schneller“ ist eine Gedenktafel angebracht zur Erinnerung an den kommunistischen Lehrer und Reichstagsabgeordneten Ernst Schneller, der 1944 im KZ Sachsenhausen ermordet wurde.

## Politik
Die Stadt ist Sitz der Verwaltungsgemeinschaft Kirchberg.

### Stadtrat

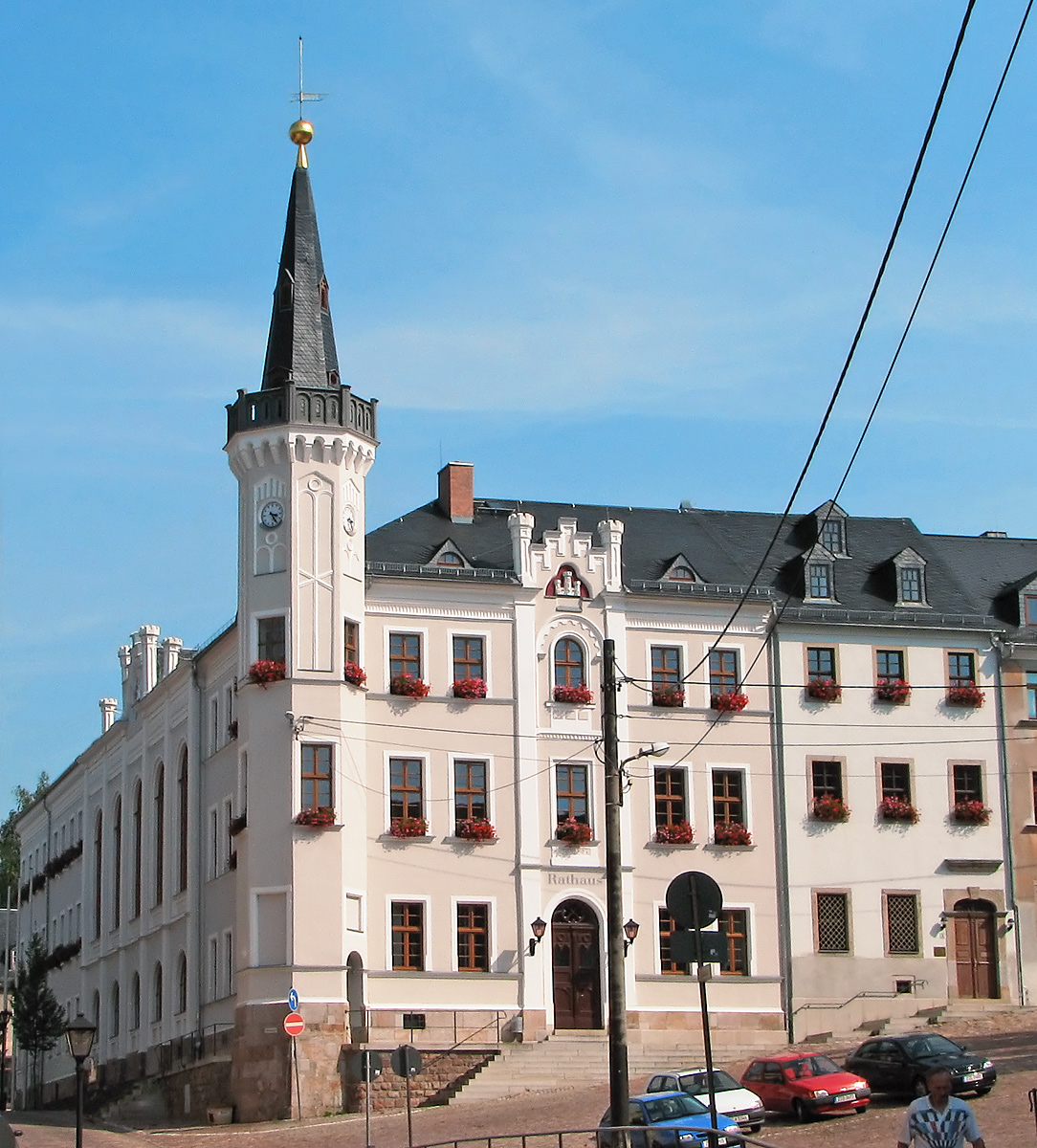
Rathaus Kirchberg

Die letzte Stadtratswahl fand am 9. Juni 2024 statt. Es wurden 16 Stadträte gewählt.
| Stadtrat ab 2024Insgesamt 16 Sitze - BSW: 3 - FW: 3 - CDU: 5 - AfD: 5 | Vorschlag              | 2024   | 2024   | 2019   | 2019   | 2014   | 2014   |
| Stadtrat ab 2024Insgesamt 16 Sitze - BSW: 3 - FW: 3 - CDU: 5 - AfD: 5 | Vorschlag              | Sitze  | in %   | Sitze  | in %   | Sitze  | in %   |
| Stadtrat ab 2024Insgesamt 16 Sitze - BSW: 3 - FW: 3 - CDU: 5 - AfD: 5 | CDU                    | 5      | 34,1   | 9      | 52,6   | 9      | 49,6   |
| Stadtrat ab 2024Insgesamt 16 Sitze - BSW: 3 - FW: 3 - CDU: 5 - AfD: 5 | AfD                    | 5      | 31,5   | –      | –      | –      | –      |
| Stadtrat ab 2024Insgesamt 16 Sitze - BSW: 3 - FW: 3 - CDU: 5 - AfD: 5 | BSW                    | 3      | 17,5   | –      | –      | –      | –      |
| Stadtrat ab 2024Insgesamt 16 Sitze - BSW: 3 - FW: 3 - CDU: 5 - AfD: 5 | Freie Wähler Kirchberg | 3      | 16,9   | 5      | 27,8   | 4      | 26,3   |
| Stadtrat ab 2024Insgesamt 16 Sitze - BSW: 3 - FW: 3 - CDU: 5 - AfD: 5 | Linke                  | –      | –      | 2      | 15,4   | 3      | 16,8   |
| Stadtrat ab 2024Insgesamt 16 Sitze - BSW: 3 - FW: 3 - CDU: 5 - AfD: 5 | Grüne                  | –      | –      | –      | 4,2    | –      | 3,3    |
| Stadtrat ab 2024Insgesamt 16 Sitze - BSW: 3 - FW: 3 - CDU: 5 - AfD: 5 | SPD                    | –      | –      | –      | –      | –      | 4,0    |
| Stadtrat ab 2024Insgesamt 16 Sitze - BSW: 3 - FW: 3 - CDU: 5 - AfD: 5 | Wahlbeteiligung        | 70,5 % | 70,5 % | 58,0 % | 58,0 % | 46,5 % | 46,5 % |

### Bürgermeister
Aktuelle Bürgermeisterin ist Dorothee Obst.
| Wahl | Bürgermeister   | Vorschlag | Wahlergebnis (in %) |
| ---- | --------------- | --------- | ------------------- |
| 2020 | Dorothee Obst   | FW        | 93,1                |
| 2013 | Dorothee Obst   | FW        | 40,7                |
| 2008 | Wolfgang Becher | FWV       | 81,5                |
| 2001 | Wolfgang Becher | FWV       | 72,6                |
| 1994 | Wolfgang Becher | FWV K     | 56,5                |

### Wappen
Seit wann Kirchberg ein Stadtwappen führt ist nicht genau bekannt. Das erste überlieferte Stadtwappen zeigt drei Holztürme und könnte aus dem 14. Jahrhundert stammen. Bis ins 19. Jahrhundert wechseln die Turmformen, aber immer versinnbildlichen sie die drei nach 1830 zerstörten Stadttortürme. Beim Wiederaufbau des Rathauses 1852 wurde ein Stadtwappen an der Fassade als Halbrelief angebracht. Es entspricht der Form von 1394 und ziert bis heute Kirchbergs Fahnen, Briefbögen, Stempel und Siegel. Die drei Berge scheinen den Borberg (435 m ü. HN), Geiersberg (426 m ü. NN) und Schießhausberg (440 m ü. NN) zu symbolisieren. Es sind die Berge, die das im Rödelbachtal gelegene Stadtzentrum in einem Dreieck einschließen.

### Städtepartnerschaften
Kirchberg unterhält seit 1990 Städtepartnerschaften mit Sendenhorst in Nordrhein-Westfalen und Groß-Umstadt in Hessen sowie seit 1991 mit Houdain in der französischen Region Nord-Pas-de-Calais.

## Kultur und Sehenswürdigkeiten

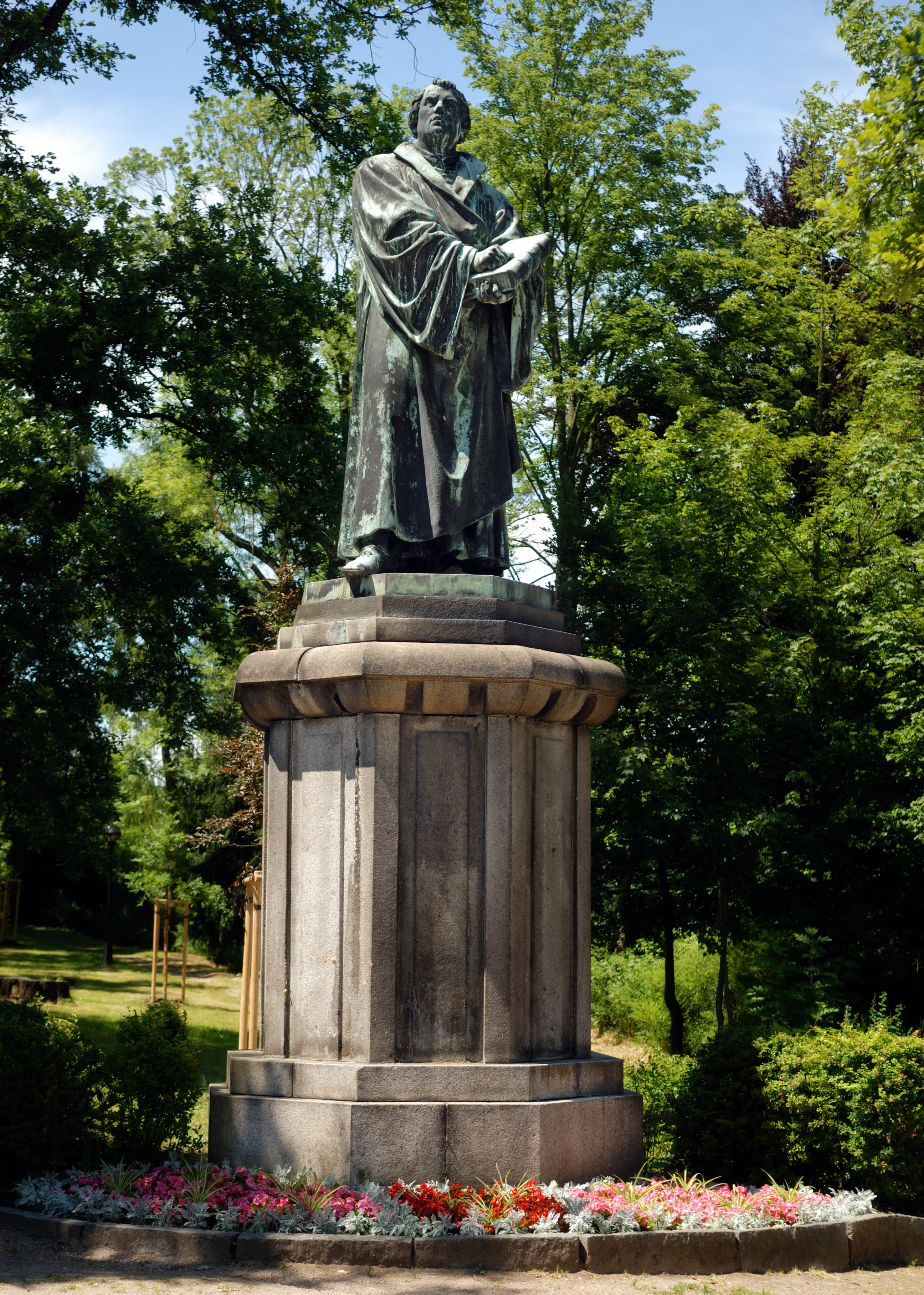
Lutherdenkmal auf dem Lutherplatz

### Museen
- Schaubergwerk „Am Graben“ nahe der Kirche.
- Museum „Alt-Kirchberg“ am Altmarkt (Torstraße 9).
- Meisterhaus mit den Ausstellungen zur Heimatgeschichte und Modellbahnausstellung.

### Vereine
- Dorf- und Heimatverein Cunersdorf e. V.
- Erzgebirgischer Heimatverein Kirchberg e. V.[12]
- Erzgebirgszweigverein Kirchberg e. V.
- Frauenchor Kirchberg e. V.[13]
- Kirchberger Natur- und Heimatfreunde des NABU Deutschlands Ortsgruppe Kirchberg e. V. (Kirchberger Bergbrüder)[14]
- Männergesangverein „ARION 1898“ Saupersdorf e. V.
- Männergesangverein „Rödeltal“ Kirchberg e. V.

### Bauwerke

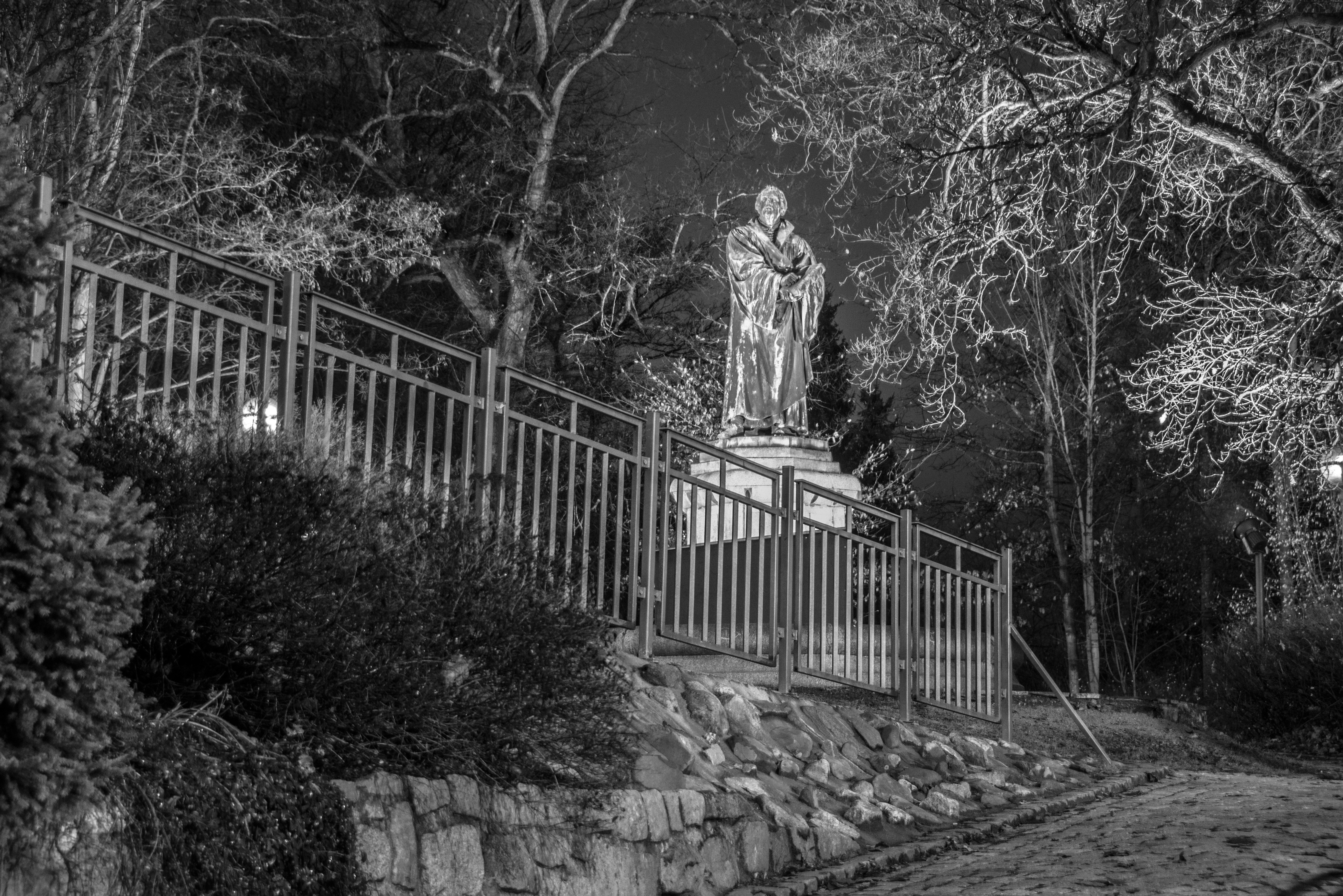
Lutherdenkmal mit Brunnen im Lutherpark (1908)

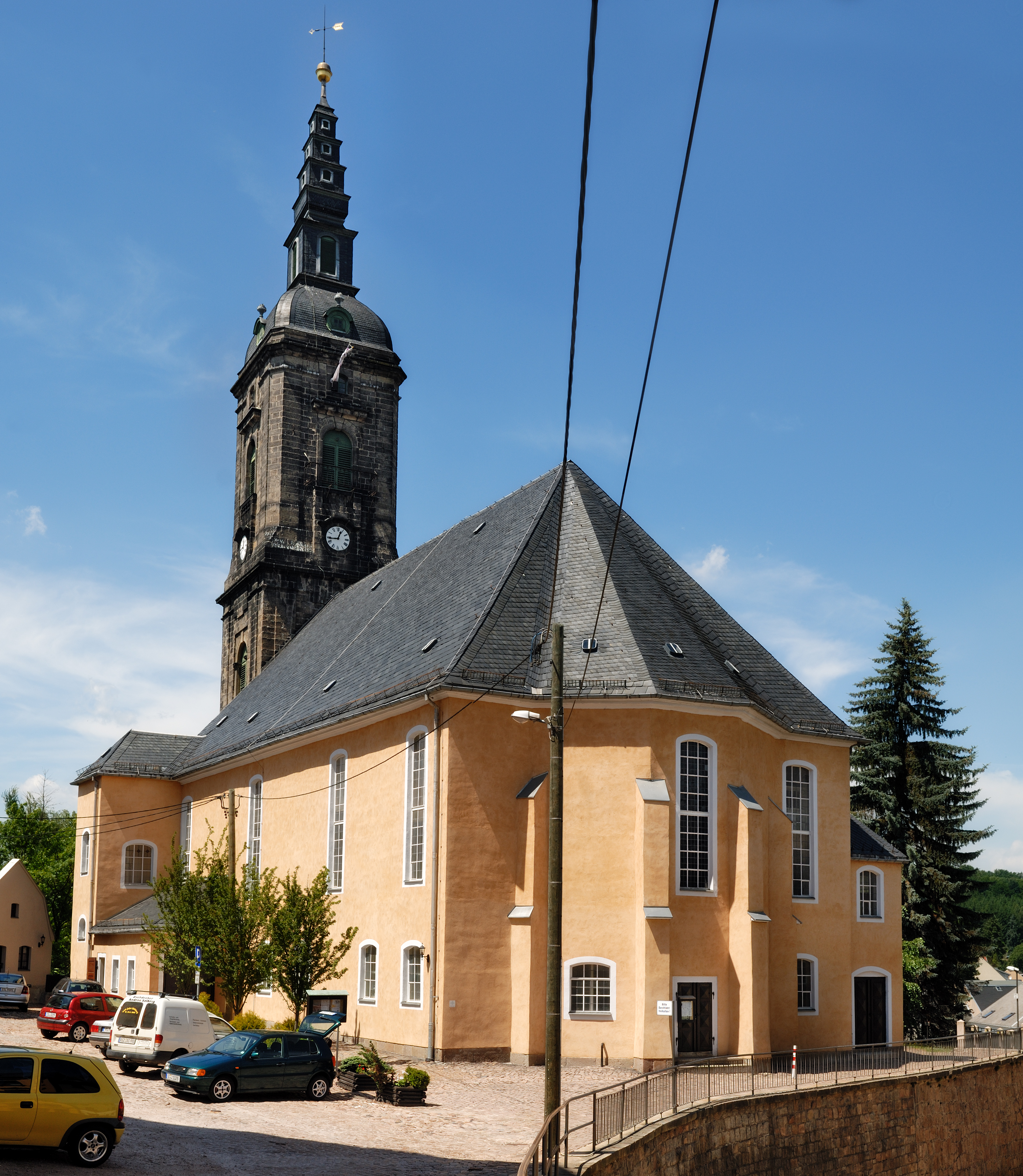
St. Margarethenkirche
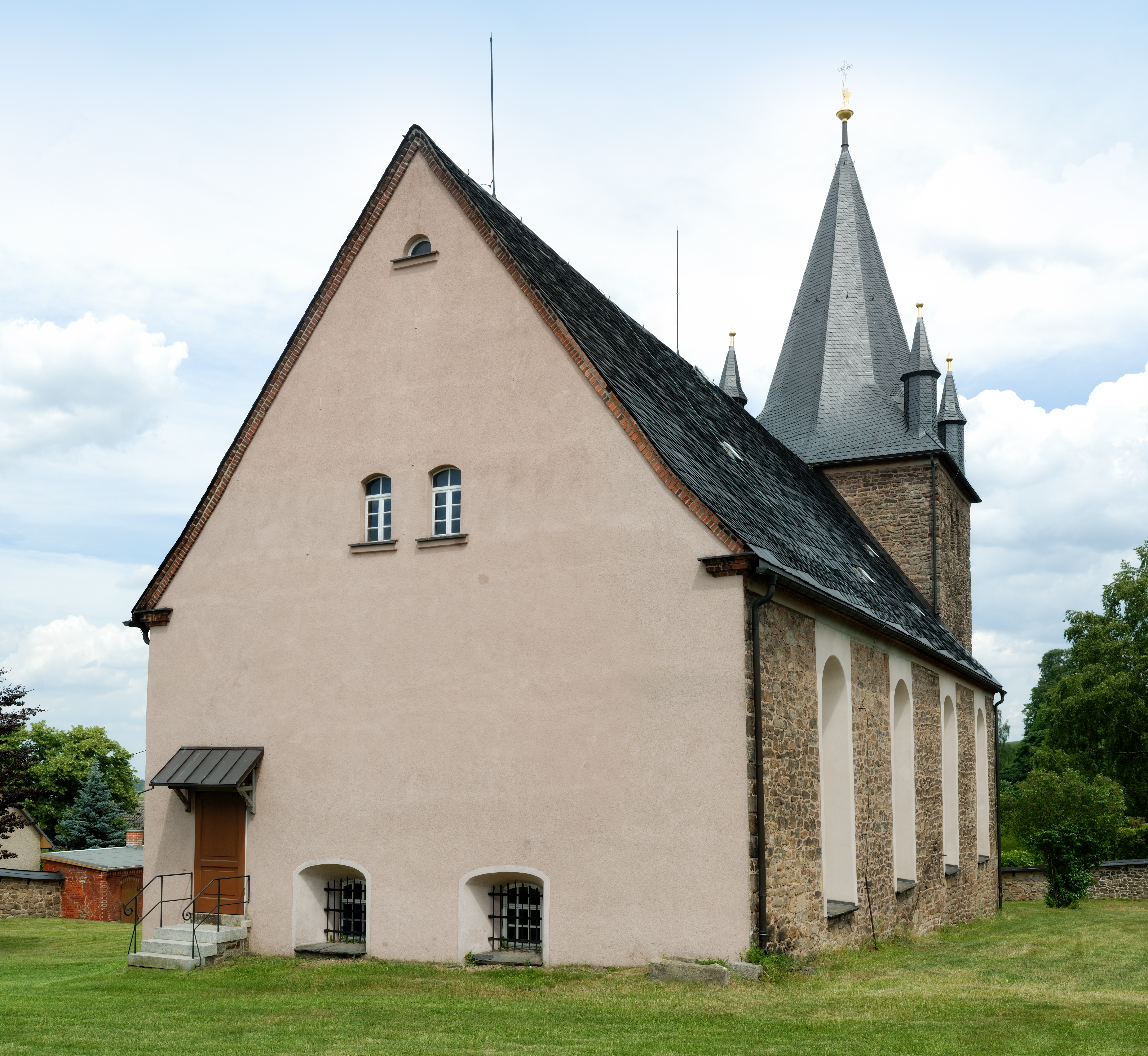
St. Marienkirche im Ortsteil Stangengrün
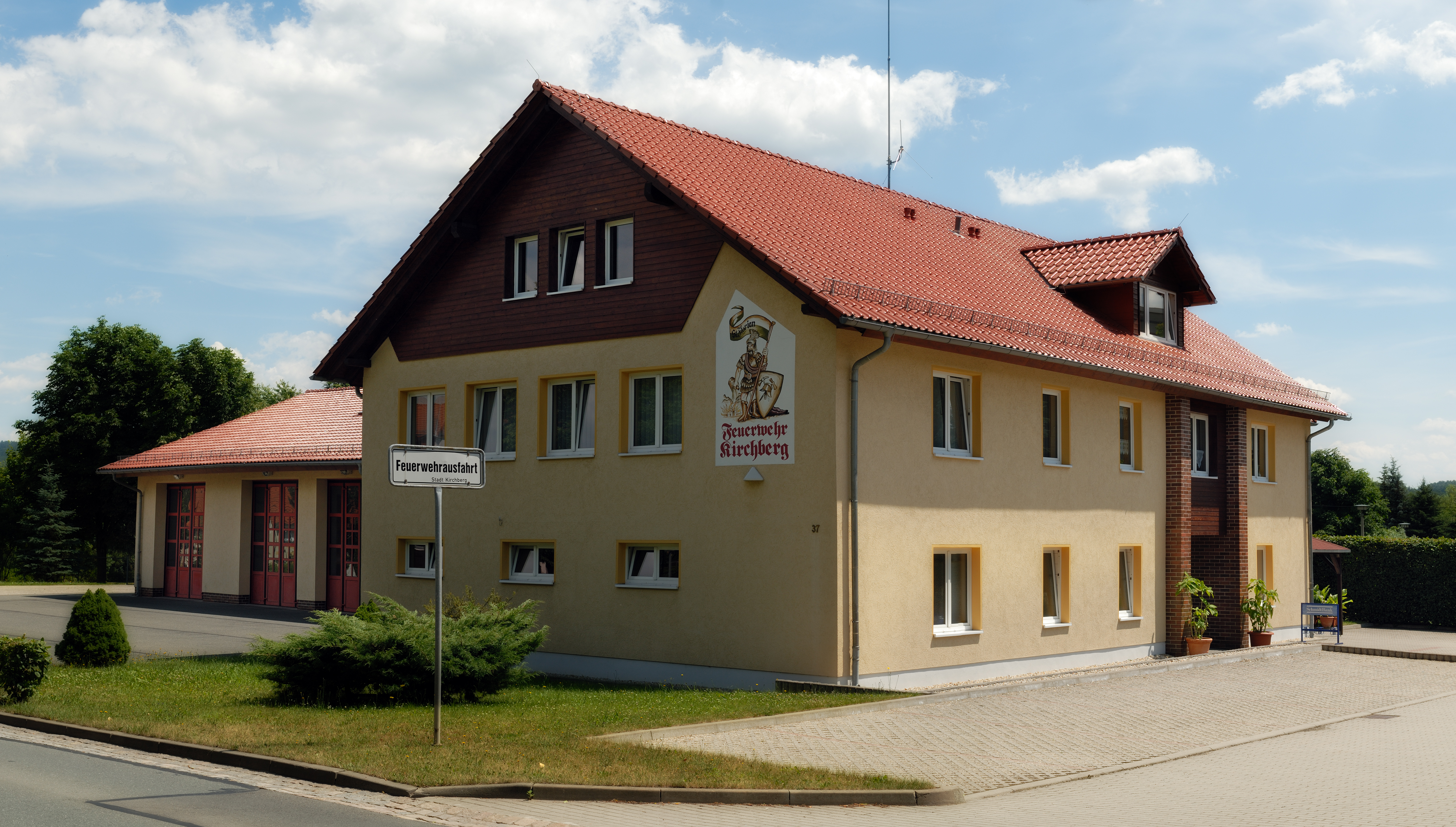
Feuerwehrhaus der Freiwilligen Feuerwehr Kirchberg
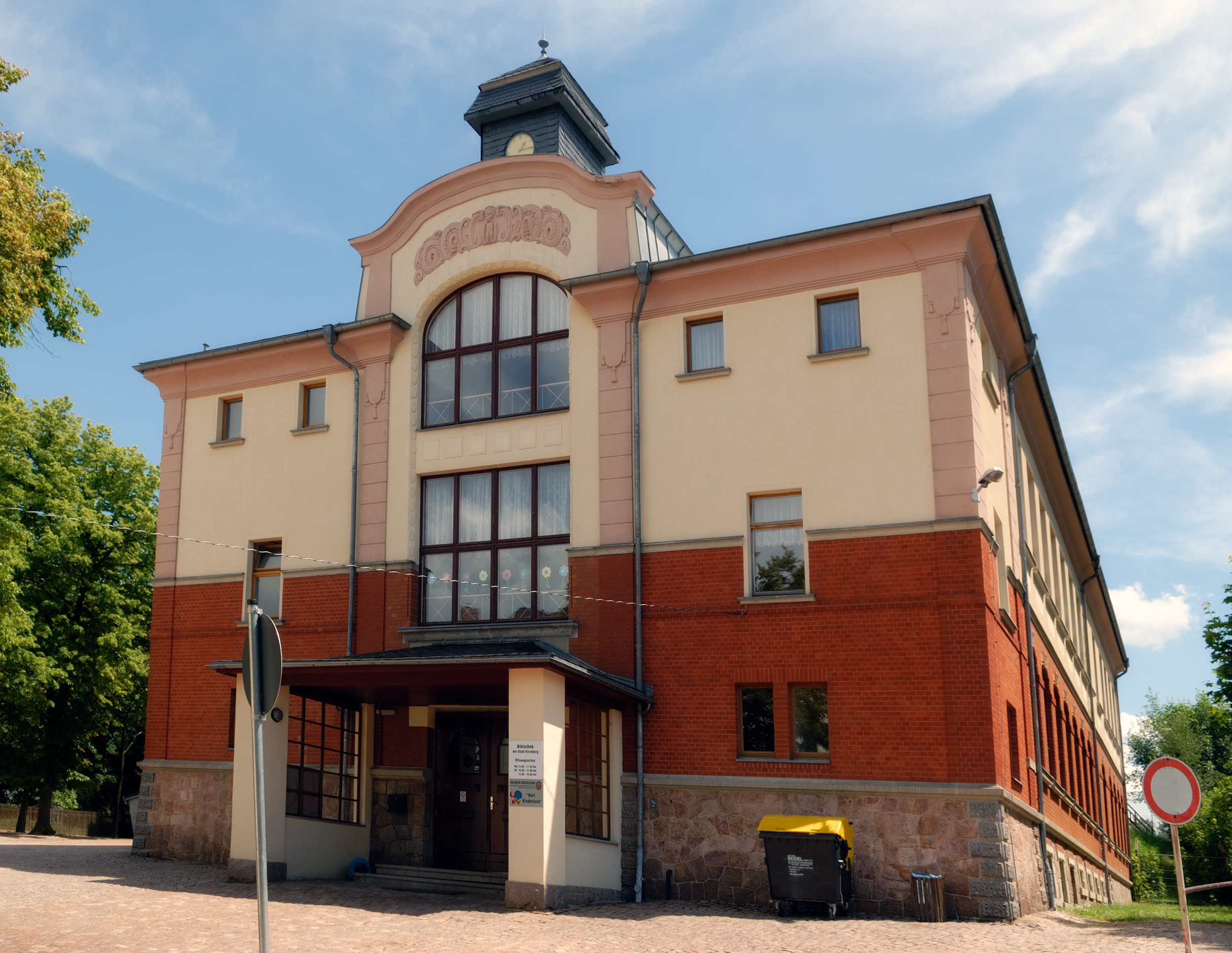
Gebäude II der Grundschule „Ernst Schneller“ mit Unterbringung des Schulhortes.

- Die barocke Stadtkirche St. Margareth stammt von 1764 und ist mit spätgotischen Elementen ausgestattet.
- Die St.-Marien-Kirche Stangengrün wurde im 15. Jahrhundert erbaut.
- Die St.-Katharinen-Kirche Burkersdorf beherbergt die älteste noch läutende Glocke Sachsens.
- König-Albert-Turm und Anton-Günther-Berghaus auf dem Borberg
- Katholische Kirche „Maria Königin des Friedens“ mit Kirchenfenstern des Künstlers Norbert Marten, 1997, Neumarkt

### Naturdenkmäler
Auf dem Borberg befindet sich eine neunstämmige Buche.
- Siehe auch: Liste der Naturdenkmale in Kirchberg (Sachsen)

### Sport
- SV 1861 Kirchberg
- ESV Lokomotive Kirchberg e. V.
- SV Rödeltal 1950 e. V.
- 1. Tennisclub Kirchberg e. V.
- 1. RC-Modellsportclub Kirchberg e. V.
- Motorradclub „Kirchberger Linksfahrer“ e. V.
- Tauchclub TC „NEPTUN“ Kirchberg e. V. am Steinbruch Pinkfoss
- LV Olympia Kirchberg
- Kegelverein 1845 Kirchberg

### Regelmäßige Veranstaltungen
- Altstadtfest (immer am 1. Samstag im Oktober)
- Borbergfest (immer am 1. Juni-Wochenende)
- Oldtimertreffen (immer am 1. Juni-Wochenende)
- Frühlings- und Weihnachtskonzerte im Christoph-Graupner-Gymnasium
- Weihnachtsmarkt (immer am 1. Adventswochenende)
- Linksfahrer Treffen (immer am 1. August-Wochenende)
- Maibaumstellen mit Wahl der Kirchberger Maikönigin (letzter Sonntag im April, ab 14:30 Uhr auf dem Brühlplatz)

## Wirtschaft und Infrastruktur

### Verkehr

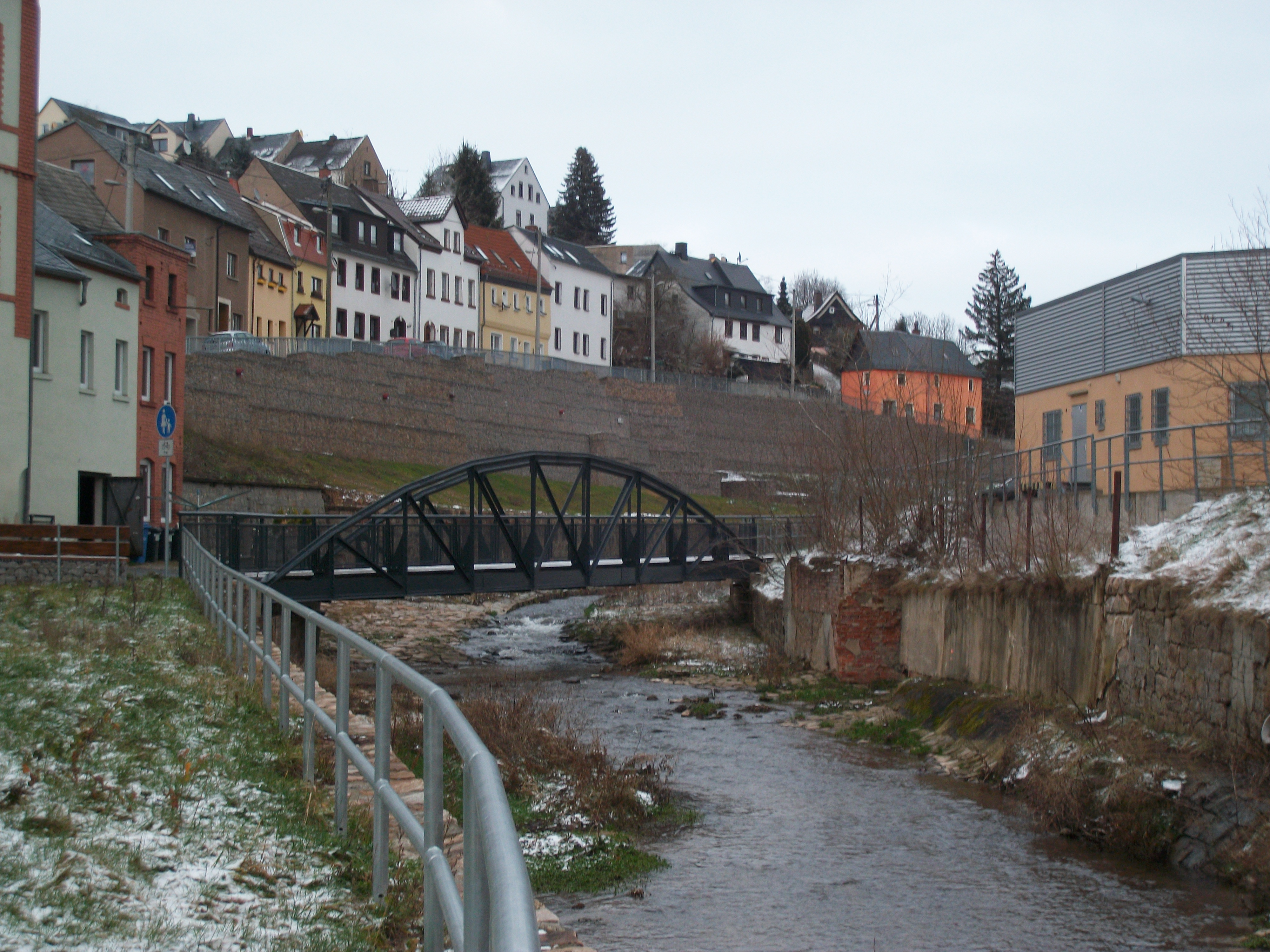
Ehem. Schmalspurbahnbrücke über den Rödelbach in Kirchberg

- Autobahnanschluss an Bundesautobahn 72 (Zwickau-Ost, Zwickau-West ca. 10 km)
- Bundesstraße 93: ca. 3 km östlich
- Busverbindungen Richtung Zwickau
- nächster Bahnhof Wilkau-Haßlau: ca. 7 km (Bahnstrecke Zwickau–Schwarzenberg)

Durch Kirchberg verlief von 1881 bis 1973 die Schmalspurbahn Wilkau-Haßlau–Carlsfeld. Im heutigen Stadtgebiet hatte sie je einen Bahnhof und einen Haltepunkt in Cunersdorf und Kirchberg sowie zwei Bahnhöfe in Saupersdorf. Zeugen sind bis heute der Bahnhof Kirchberg (Sachs), eine Eisenbrücke über den Rödelbach (Sonnenbrücke) beim ehemaligen Haltepunkt Kirchberg und einen Eisenbahnpfad am Rödelbach auf der alten Trasse im Stadtgebiet Kirchbergs.

### Ansässige Unternehmen
- Behr Kirchberg GmbH, größter Arbeitgeber
- Roter Hahn 112
- Gemeinnützige Heimbetriebsgesellschaft mbH Kirchberg

### Bildung
- Grundschule „Ernst Schneller“

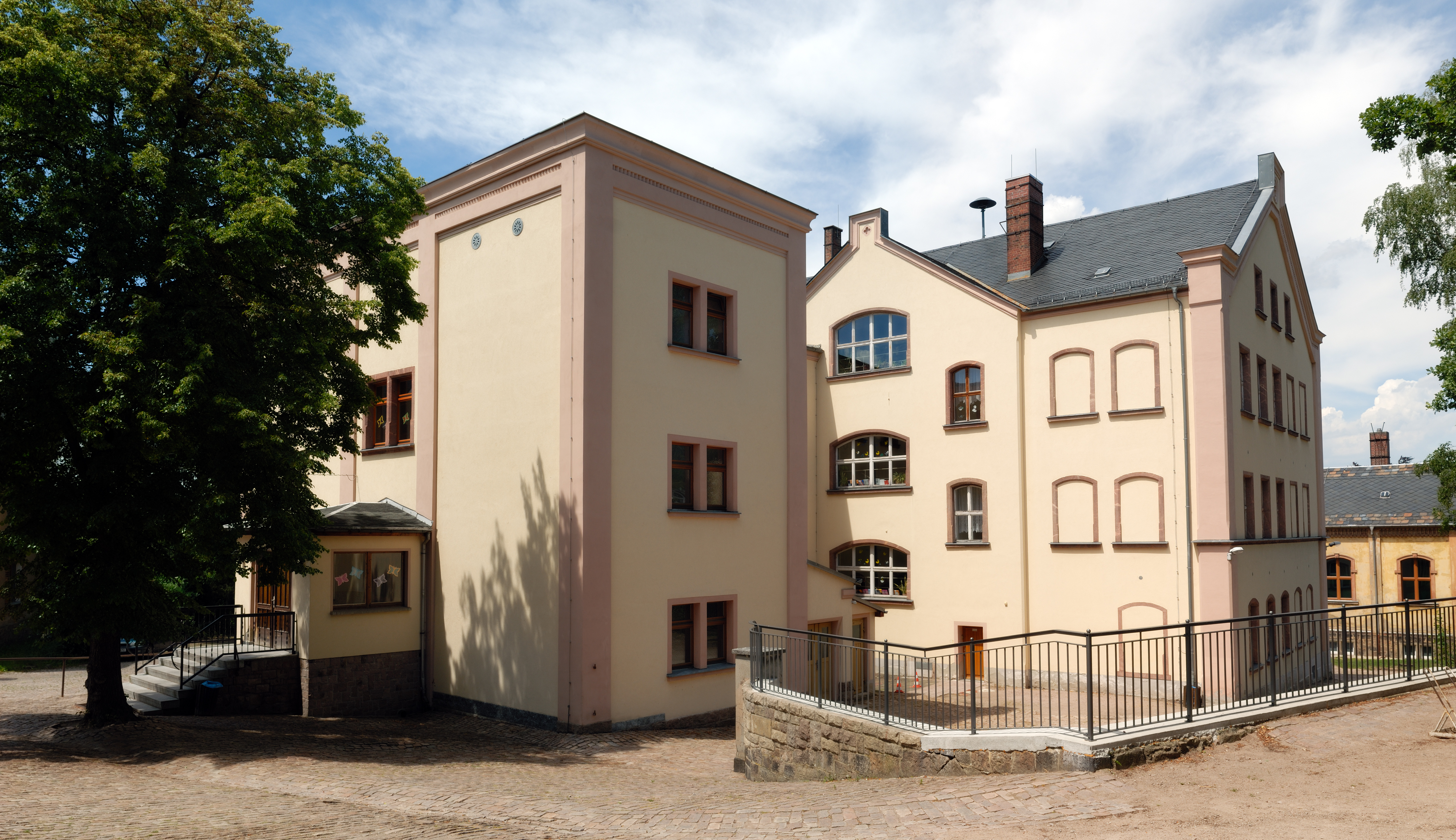
Grundschule „Ernst Schneller“

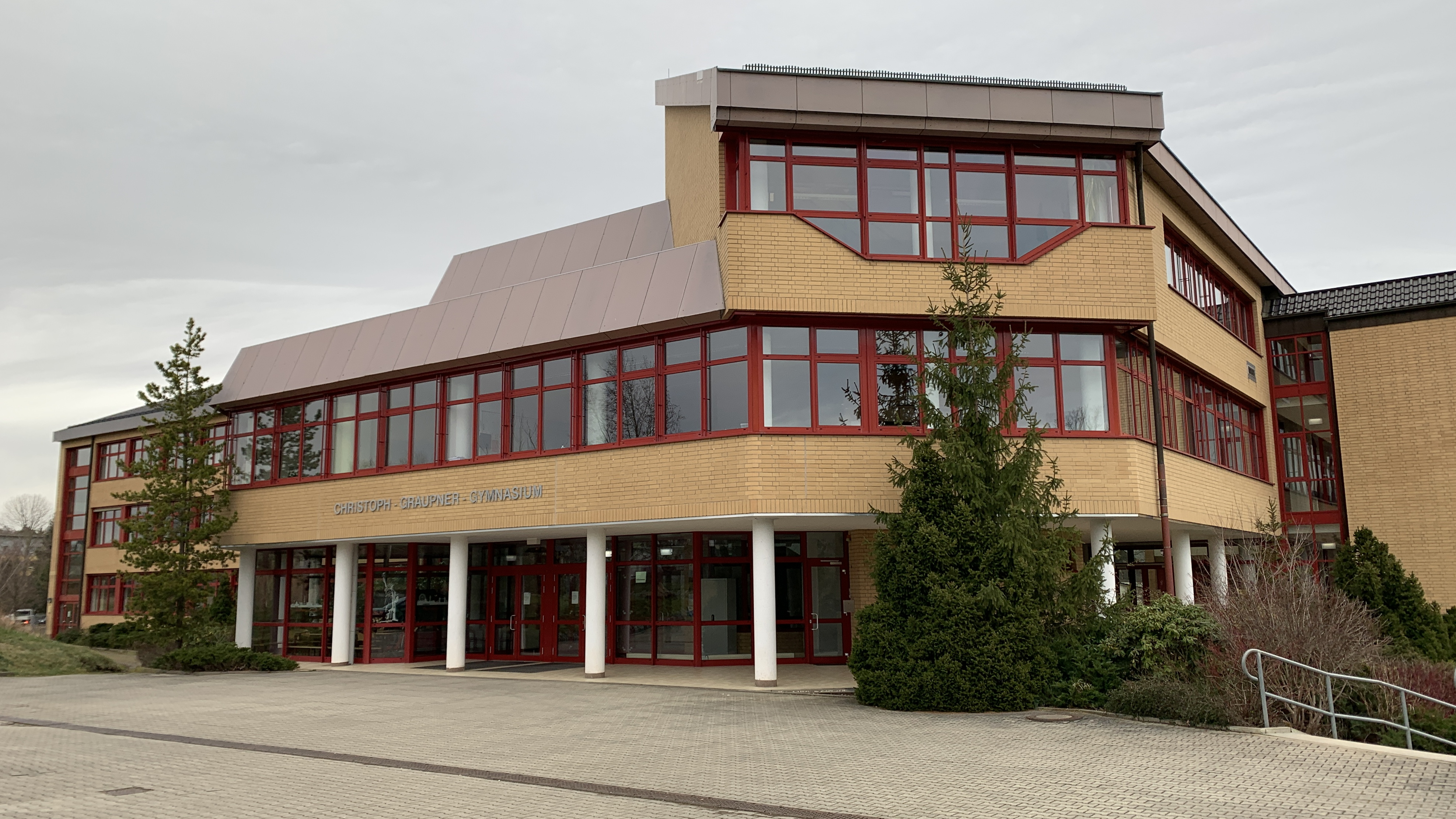
Christoph-Graupner-Gymnasium

- Europaschule Christoph-Graupner-Gymnasium
- Oberschule „Dr. Theodor Neubauer“
- Sperlingsbergschule (Schule zur Lernförderung)

### Gesundheitswesen
- Das Krankenhaus fusionierte 2012 mit dem Heinrich-Braun-Klinikum Zwickau. Derzeit erfolgt der Umbau in ein Fachklinikum für Neurorehabilitation durch das HBK. Eine Regelversorgung findet am Standort nicht mehr statt, die Notaufnahme wurde geschlossen.

## Persönlichkeiten

### Ehemalige Ehrenbürger (unvollständig)
- Johann Baumgärtel († 18. März 1897; Verleihung nach 1843), Nadler, Warenhausgründer, Mitbegründer der Kirchberger Feuerwehr, Branddirektor, Ritter des Königlich Sächsischen Albrechtsordens II. Klasse[15][16]
- Richard Dörfel (* 1838; † 25. Oktober 1915; Verleihung am 8. Februar 1912), Heizrohrfabrikant, Kommerzienrat[17][18]

### Söhne und Töchter der Stadt
- Christoph Graupner (1683–1760), Musiker und Komponist. Nach ihm ist das in Kirchberg ansässige Gymnasium benannt.
- Friedrich Werner (1818–1887), deutsch-österreichischer Orgelbauer.
- Robert Seidel (1850–1933), Politiker, nahm am Gründungskongress der SPD teil. Nach ihm ist eine Straße in Kirchberg benannt.
- Moritz Wolf (1838–1902), Guts- und Fabrikbesitzer in Saupersdorf, Politiker.
- Friedrich Maximilian Bergfeld (1864–1934), Volksschullehrer und Mundartdichter des Erzgebirges.
- Ernst Rüdiger (1867–unbekannt), Unternehmer.
- Richard Helmrich (1869–1931), Lehrer und Stenograf.
- Albin Tröltzsch (1893–1973), Ingenieur, erzgebirgischer Heimat- und Mundartdichter sowie Hörspielautor.
- Karl Steinmüller (1901–1977), im Ortsteil Saupersdorf geborener Archivar, Heimatforscher und Genealoge.
- Anna Metze-Kirchberg (1907–2004), Schriftstellerin.
- Fried Noxius (1917–2007), Offizier und Schriftsteller.
- Wolfgang Hofmann (1928–2019), Kantor, Organist und Komponist.
- Friedrich Schlott (1914–1997), Offizier und Industrieller.

### Persönlichkeiten mit Bezug zum Ort
- Julius Kell (1813–1849), 1836–1841 Schulrektor, Abgeordneter im Sächsischen Landtag
- Ferdinand Querner (1816–1880), Politiker, Abgeordneter im Sächsischen Landtag, Bürgermeister von Kirchberg
- Albert Sixtus (1892–1960), Kinder- und Jugendbuchautor („Die Häschenschule“)
- Marianne Brandt (1893–1983), Malerin, Bildhauerin und Designerin
- Gertrud Drechsler (1896–1984), Mundartdichterin des westlichen Erzgebirges
- Algimantas Dailidė (1921–2015), NS-Kriegsverbrecher, lebte seit 2003 im Ort
- Marion Hallbauer (* 1957), Illustratorin, Grafikerin und Malerin
- Sven Günther (* 1974), Fußballspieler, der seine Karriere bei der TSG Kirchberg begann
- Marie-Elisabeth Hecker (* 1987), Cellistin, gewann 2005 den 1. Preis beim Rostropowitsch-Wettbewerb
- Klaus Möckel (* 1934), Schriftsteller, Herausgeber und Übersetzer